# 氷砂糖

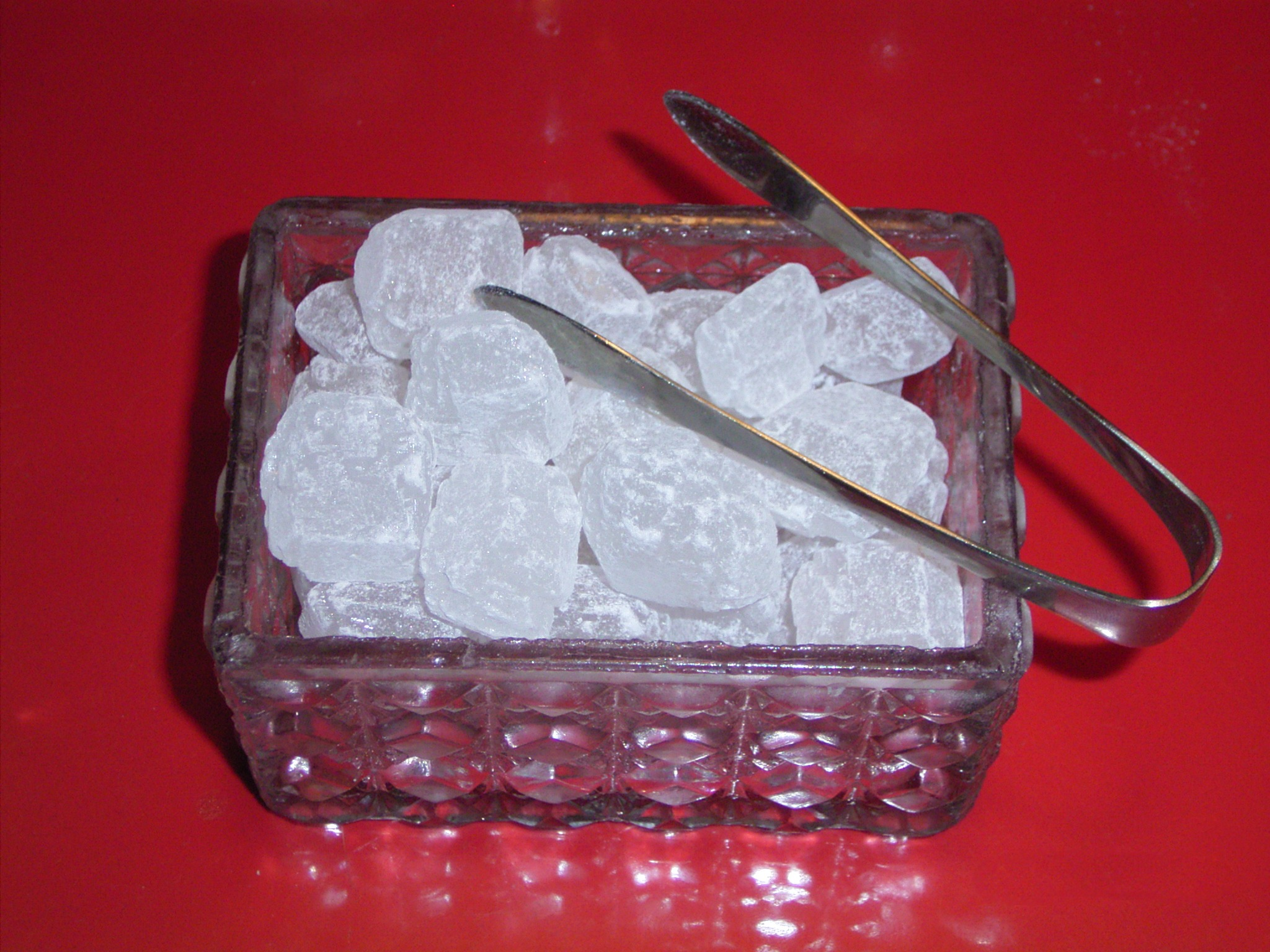
氷砂糖（クリスタル氷糖）

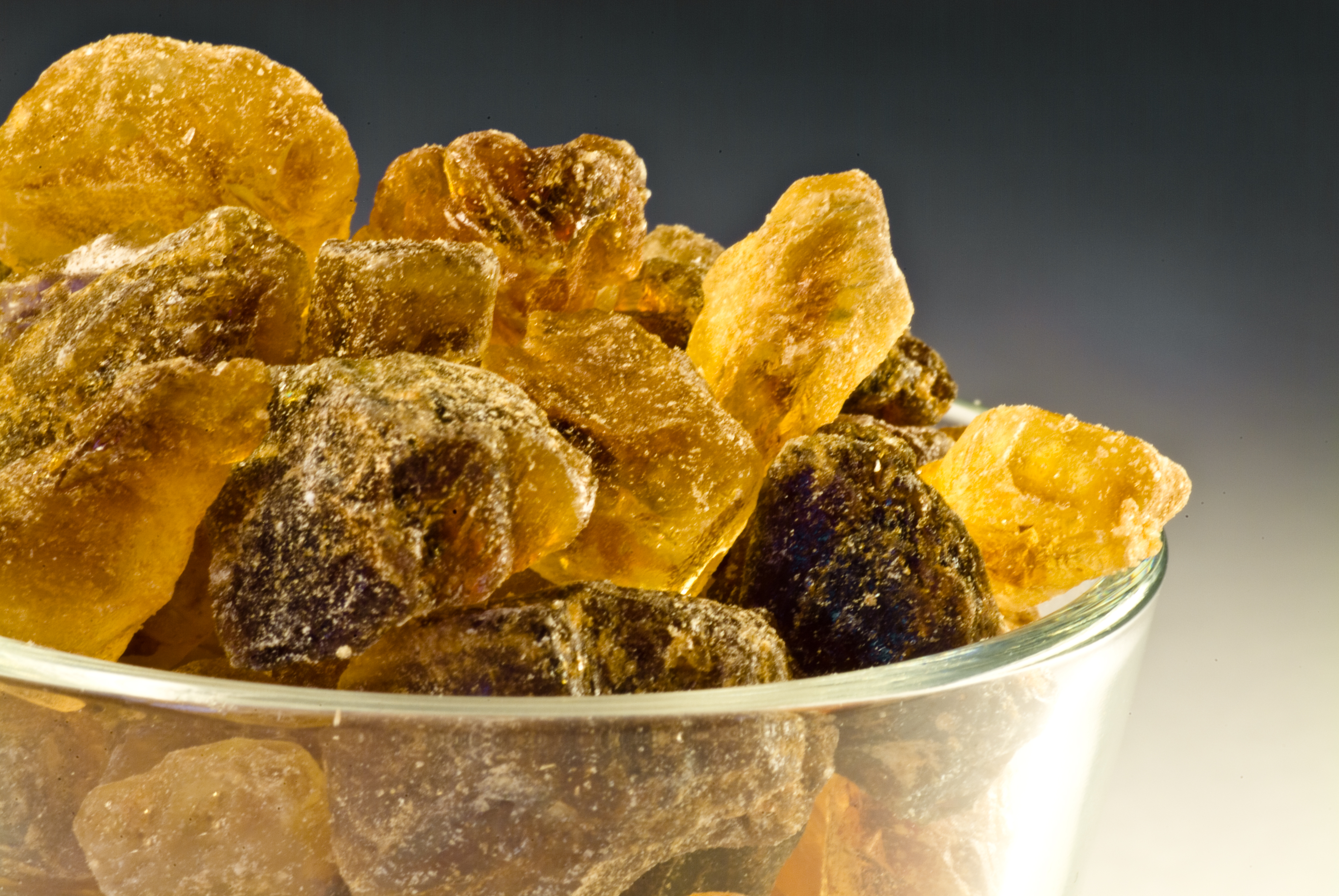
ブラウンシュガーの氷砂糖

氷砂糖（こおりざとう）は砂糖の一種で、純度の高いショ糖の大きな結晶である。外見が氷とよく似ているため、この名がある。氷糖（ひょうとう）とも呼ばれる。

## 種類
大きさも形も不定でかち割り氷のような形をしたものはロック氷糖（rock candy）、四角ないし八角でほぼ同じ大きさをしたものはクリスタル氷糖（crystal candy）と呼ばれる。

## 用途
梅酒などの果実酒は、梅の青い実やカリン、レモンなどと氷砂糖を焼酎で漬けてつくられる。
そのままで、非常食や、飴に似た菓子（ただし飴は氷砂糖と異なり結晶ではなくアモルファスである）として食用にもする。

## 製法

### 糖液
まずグラニュー糖あるいは白ザラメを水に溶かしてショ糖の水溶液を作る。
これをブリックス70度まで濃縮する。濃縮時には熱によるカラメル化を防ぐため、温度は40℃程度にとどめて減圧して低温沸騰させる。

### 再結晶
糖液に種結晶である種糖を加え、再結晶させる。このときの工程により、結晶の形と大きさが変わる。
ロック氷糖
糖液を浅い容器に張り、種糖を入れる。これを40–70°Cの温度に保たれた結晶室に静置して、約2週間かけて結晶を成長させる。
クリスタル氷糖
種糖を円筒形のカゴに入れ、50°Cに保たれた糖液中でゆっくりと回転させる。結晶が成長したら一部を取り分けて新しいカゴに移し、さらに成長させる。4日間程度、結晶が1.5–2cmの大きさになるまでこの工程を繰り返す。

### 後工程
結晶が充分大きくなったら遠心分離機にかけて結晶のみにし（これを分蜜（ぶんみつ）という）、風乾させて仕上げる。

## 性質
比表面積が小さいため、水に溶けるのが非常に遅い（時間をかければグラニュー糖と同じだけ溶ける）。
暗闇中で氷砂糖をペンチなどでつぶすと、摩擦ルミネセンスにより、瞬間的に発光する。